# Toufic
Toufic ou Toufik (en arabe : توفيق, tawfīq, /ˈtawˌfiːq/) est un prénom arabe masculin qui signifie « acceptation », « succès » en français, issu de la racine arabe w.f.q, liée à la notion d’accord ou de conformité.
Un prénom hébreu moderne ressemblant est Tovik ou Tuvik (hébreu : תוביק, tôvîq, tûvîq ou plutôt טוביק, ṭôvîq, ṭûvîq). Il s’agit a priori d’un diminutif slave du prénom Tobie (russe : Tovit, hébreu : ṭôviyyah) signifiant « Dieu est bon », de la racine hébraïque ṭ.w.b : « bonté », en arabe ṭ.y.b. 
Toufic peut aussi être utilisé comme nom de famille. Il a beaucoup de variations, notamment : Toufik, Toufick, Tofik, Tofic, Tofick, Tovik, Tovic, Tovick, Touvik, Toviq, Tufic, Tufik, Tufick, Tuvik, Tuvic, Tuvick, Tuviq, Taufic, Taufik, Taoufik, Taufick, Tawfiq, Tawfik, Tawfic, Tawfick, Tewfik et Tefik.

## Personnalités portant ce prénom ou ses variantes
- Toufik Boushaki (ar), chercheur énergéticien algérien ;
- Toufik Benedictus, dit Benny Hinn, télévangéliste (né en 1952)
- Joseph Toufik Merhi, cinéaste britannique (né en 1953)
- Toufik Zerara, footballeur franco-algérien (né en 1986)
- Toufic Farroukh, saxophoniste et percussionniste franco-libanais (né en 1958)
- Le prince Magid Toufic Arslane, personnalité libanaise (1935-2003)
- Tawfiq Canaan, médecin palestinien (1882-1964)
- Mohamed Mediène, dit « Toufik » (né en 1939), général algérien qui fut chef du Département du Renseignement et de la Sécurité, service de renseignement algérien, de 1990 à 2015.

## Personnalités portant ce nom ou ses variantes
Toufic ou Tawfik est un nom de famille  notamment porté par :

- Dan Tawfik (1955-2021), biochimiste israélien.
- Jalal Toufic, un artiste, vidéaste et écrivain libanais (né en 1962).
- Pervez Taufiq (en), chanteur et guitariste américain du groupe de rock alternatif Living Syndication (né en 1974).
- Walid Toufic, chanteur libanais (né en 1954).